# Sam Buckley
Sam Buckley (* 22. Juni 2001 in Dublin) ist ein irischer Squashspieler.

## Karriere
Sam Buckley spielte 2019 erstmals und seit 2021 regelmäßig auf der PSA Squash Tour und gewann auf dieser bislang zwei Titel. Den ersten Titel gewann er in der Saison 2023/24 im Juni in Coventry. Sein nächster Turniersieg auf der Squash Tour gelang ihm in der Saison 2024/25, als er im November 2024 in Renens siegreich blieb. Seine höchste Platzierung in der Weltrangliste erreichte er mit Rang 116 am 21. April 2025.
Bereits 2019 debütierte Buckley für die irische Nationalmannschaft und nahm mit ihr an den Europameisterschaften teil. Seitdem war er mehrere weitere Male Teil des irischen Aufgebots bei Europameisterschaften. Außerdem gehörte er zum irischen Kader bei den Weltmeisterschaften 2023 und 2024.
Von 2022 bis 2024 wurde Buckley dreimal in Folge irischer Meister.

## Erfolge
- Gewonnene PSA-Titel: 2
- Irischer Meister: 3 Titel (2022–2024)